# Троицкая церковь (Реутов)
Храм Святой Троицы — православный храм в городе Реутове Московской области. Относится к Балашихинскому благочинию Балашихинской епархии Русской православной церкви.
Главный престол освящён в честь Святой Троицы. Нижний храм освящён в честь святителя Тихона, патриарха Московского и всея Руси. Крестильный храм — в честь Богоявления Господня. Богослужения совершаются ежедневно утром и вечером. С 6 марта 2017 года церковь является центральным храмом Балашихинского благочиния.
При храме действуют воскресная школа, библейско-богословские курсы (при Коломенской духовной семинарии), группа милосердия, инструментальный и хоровой ансамбли. Еженедельно проводятся собеседования перед Крещением и Венчанием (первое собеседование — в субботу в 13 часов, второе — в воскресенье в 13 часов).

## История
Официальная дата основания Троицкого храма — 20 июля 2008 года. В этот день горожане отмечали престольный праздник своего недавно построенного Казанского храма. Отсюда, после завершения всенощного бдения, был организован крестный ход в центральную часть города, где был выделен участок земли для строительства нового храма. На месте будущего строительства были установлены и освящены крест и закладной камень.
Инициатором строительства храма стал глава города Реутова Александр Николаевич Ходырев, в своё время являвшийся также организатором строительства Казанской церкви. Деньги на строительство были пожертвованы различными организациями и предприятиями города, а также простыми горожанами.
Непосредственно строительные работы были начаты через полгода после закладки камня. Из-за большого объёма работ строительство растянулось на несколько лет. К лету 2009 года был закончен цокольный этаж. Основной объём работ пришёлся на 2010-2011 годы. 30 июня 2011 года были установлены малые купола и освящены кресты. 18 августа водружён центральный купол и установлены кресты на малые главки, а 10 сентября был установлен крест на центральный купол. К концу 2011 года были завершены все наружные работы, вплоть до благоустройства прилегающих территорий. Согласно заверениям городских властей полная отделка внутренних помещений потребует больших финансовых затрат и может занять ещё несколько лет.
В конце 2012 года был освящен один из престолов храма (освящен в честь Святителя Тихона, Патриарха Всероссийского).
19 августа 2014 года Троицкая церковь была освящена митрополитом Крутицким и Коломенским Ювеналием в сослужении множества духовенства Московской (областной) епархии.
11 июня 2017 года Патриарх Московский и всея Руси Кирилл совершил архипастырский визит в Московскую (областную) епархию и в Троицком храме возглавил Божественную литургию.
В начале 2023 года в храме организовали мастерскую «Троицкий покров», где для военных, участвующих во вторжении России в Украину стали изготавливать и собирать маскировочные сети, окопные свечи, тактические носилки, термобелье, тактические аптечки, тёплые носки и варежки.

## Духовенство
- Протоиерей Димитрий Мурзюков
- Протоиерей Сергий Спицын
- Священник Алексий Рябиков
- Священник Михаил Бычков
- Священник Петр Тюхалкин
- Протодиакон Иоанн Воронко
- Диакон Иоанн Юдаев

- Диакон Илия Кузнецов[6]